# Pittosporum kerrii
Pittosporum kerrii là một loài thực vật có hoa trong họ Pittosporaceae. Loài này được Craib miêu tả khoa học đầu tiên năm 1925.